# 木内義勝
木内 義勝（きうち よしかつ、1943年（昭和18年） - ）は、日本の情報社会学研究者、松本短期大学学長。

## 経歴
長野県松本深志高等学校を経て京都大学を卒業。
1970年（昭和45年）に榊田喜四夫、加藤秀俊、川添登らにより設立された株式会社CDI（コミュニケーションデザイン研究所）で、初期の研究員のひとりとなる。
その後、1976年（昭和51年）から、ハワイのイースト・ウエスト・センターに学んだ。
松本市を拠点とする情報関連企業であった株式会社エム・ケー・シー (MKC) （後のソラン株式会社の前身のひとつ）で役員を務めた後、2001年（平成13年）に当時の松商学園短期大学教授となり、翌2002年（平成14年）の松本大学の開学にともない松本大学松商短期大学部教授となり、後には学部長も務めた。
2016年（平成28年）3月、新年度からの松本短期大学学長に選出されたことが報じられ、4月1日に就任した。
趣味はテニスであり、高校時代にはインターハイに出場しており、後には松本テニス協会の副会長なども務めた。

## おもな著書
- 環境と地域文化：農村における自然と人間のかかわり、学習院大学東洋文化研究所、1979年